# 분노와 무력감
〈분노와 무력감 Rage et impuissance〉(1836)은 프랑스 소설가 플로베르가 15세 때 쓴 단편 소설로, 작가 사후 《젊은 시절의 작품들 Oeuvres de jeunesse 》이라는 제목으로 묶여 출간되었다.
‘신경이 예민한 자들과 독실한 영혼들에게는 해로운 이야기’라는 부제가 붙은 이 소설은 깊은 잠에 빠졌을 뿐이나 사망한 것으로 오진 받아 생매장된 주인공이 무덤 속에서 몸부림치다가 죽음에 이르는 과정을 그린다. “신이란 세상을 설명하기 위해 꿈꾸어진 단어에 지나지 않는다(Dieu n’est qu’un mot rêvé pour expliquer le monde)”라는 라마르틴느의 시구를 제사(題詞)로 달고 있는 만큼, 죽음을 마주한 한 인간의 태도에 대한 묘사가 신을 향한 분노의 독백과 어우러지며, 작품의 말미에는 이 일화에 대한 작가 나름의 철학적 성찰이 전개된다.
생매장된 자가 던지는 신성모독에 관한 주제는 콜레라의 유행과 관련이 있는 것으로 보인다. 플로베르는 1832년 만연했던 콜레라에 대해 "단지 벽 하나로 사람들이 밥을 먹는 식당과 마치 날파리처럼 사람들이 죽어가는 병실이 갈렸다"고 회상하고 있다. <11월 Novembre>(1842)의 주인공들 또한 "생매장되는 것에 대한 두려움"을 보여주어, 작가의 지속적인 불안감을 짐작케 한다.

## 줄거리
독일의 한적한 어느 시골 마을, 눈발이 날리고 폭풍우가 몰아치는 어두운 밤에 집주인의 늦은 귀가를 걱정하는 노파가 있다. 이 나이든 하녀가 웅웅대는 바람 소리를 들으며 불길한 옛이야기들과 지나온 삶을 회상하는 참에, 오믈랭 씨가 온통 눈비에 젖은 채 집에 도착한다. 무언가 예감한 듯 슬프게 주인을 바라보는 충견 폭스를 뒤로 하고, 나흘간 눈을 붙이지 못한 오믈랭 씨는 아편에 의지해 깊은 잠에 빠져든다. 다음 날 아침 오믈랭 씨를 찾아온 의사 베르나르도는 여전히 누워있는 그에게서 호흡도 심박도 느껴지지 않자 놀라서 다른 동료들을 부른다. 단 한 명의 의사만이 그가 단지 깊은 잠에 빠져있을 가능성을 잠시 생각해보았을 뿐, 열두 명의 의사 모두가 결국 그에게 사망 진단을 내리고 만다.
눈비가 내리는 가운데 산 중턱 묘지에서 신임받던 의사의 장례가 조촐하게 치러진다. 슬퍼하던 사람들도 모두 떠나고 폭스만 남아 눈물을 흘리며 무덤을 지킨다. 그러나 오믈랭 씨는 죽지 않았으며 감미롭고 관능적인 동방의 꿈을 꾸고 있다. 사랑과 향기와 보석이 가득한 꿈이 일순간 걷히고 오믈랭 씨는 자신이 벌거벗은 채 관 속에 누워있다는 사실을 알게 된다. 그는 우선 이 끔찍한 상황을 부정하고 다시 꿈속으로 도피하려 하지만 불가능하다. 너무도 많이 꿈꾸어왔기 때문이다. 현실의 감각들이 엄습한다. 추위와 습기 속에서 그는 손가락을 찌르는 못의 감촉과 피 냄새를 느낀다. 오믈랭 씨는 분노에 사로잡혀 울부짖으며 머리와 수의를 쥐어뜯는다. 그러나 곧 절망에 사로잡혀 신에 대해 생각한다. 그때 무덤 밖에서 희미한 소리가 들리고 한 줄기 희망이 비치는 듯했으나, 두고 간 삽을 가지러 왔을 뿐인 굴묘(掘墓)인부의 발소리는 다시 멀어진다.
이제 죽음만을 목전에 둔 오믈랭 씨는 천상을 믿으며 구원을 바란 선조들을 비웃으며, 신을 의심하고 부정하고 모욕하기 시작한다. 신이라는 단어는 행복한 자들이 발명한 것일 뿐이라 냉소하면서, 신이여 올 테면 와보라, 도발한다. 이 도발은, 처음에는 신이 형체를 갖추어 이 무덤에 오기만 한다면 찢어 발겨버릴 것이라는 분노에 가까웠으나, 곧이어, 신이 있다면 왜 자신이 고통받는 것을 내버려 두냐는 의구심에 찬 애원으로 바뀐다. 곧이어 오믈랭 씨는 자신이 내뱉는 신성모독에 놀라 말을 멈추고, 자신이 두려움을 느끼는 대상이 과연 무엇인가 생각한다. 아무것도 확신할 수 없게 된다. 오믈랭 씨는 자신의 무덤가에서 울부짖는 폭스의 소리를 듣고는, 신의 의지가 무엇이든 탈출하려는 노력을 시작한다. 그는 분노 속에서 결국 나무관을 부수고는 자유를 얻었다고 믿었으나, 6 피예(약 2미터) 높이의 흙더미가 관을 누르고 있다. 오래도록 움직임이 없던 그는 "자신을 죽게 하고 그래서 자신을 구원할 마지막 노력"을 시도한다.
개가 하도 많이 울어대자 굴묘인부는 땅에 무언가 귀중한 것이 묻혀있지 않을까 하는 생각에 무덤을 파본다. 부서진 관 속에서 수의가 전부 찢어졌으며 눈알은 돌출되었고 목은 뻣뻣하게 당겨진 끔찍한 모습의 시신이, 죽는 순간 웃음을 지었는지, 이를 훤히 드러낸 채 발견된다.
이 일화의 마지막에는 저자가 던지는 ‘냉소적인 교훈’이 달려있다. 이 관속의 남자가 ‘신의 선의(la bonté de Dieu)’에 대해 무어라 말할 것인가? 그가 몽테뉴처럼 “내가 무얼 아는가?(Que sais-je?)”라 말할 것인가, 아니면 라블레처럼 “그럴 수 있지(Peut-être)”라 말할 것인가? 이에 대해 저자는 그가 “나는 신의 선의를 의심하며 부정한다”고 말할 것이라 덧붙인다. 그리고 달지 않은 케이크와 맛없는 포도주를 던져버리듯, 삶이 쓰다면 그것을 신의 면전에 던져버리라는 촉구의 말로 저자는 이 교훈을 끝맺는다.

## 등장인물

#### 오믈랭(Ohmlin)
독일 시골 구석의 내과의사. 평범한 체격에 말랐으나, 강인한 체질이다. 추운 어느 날 밤 아편에 의지해 잠들고, 감미로운 동방의 꿈 속에 잠긴다. 사망한 것으로 오인되어 무덤에 생매장된 채 깨어난다. 신을 향한 분노를 쏟아내며 반항의 몸짓을 시도한다. 무덤 속에서 죽은 채 발견된다.

#### 베르트(Berthe)
오믈랭 씨가 태어날 때부터 계속 그를 헌신적으로 보살펴온 60대의 하녀. 오믈랭 씨가 죽은 후 바람이 불고 눈이 내리는 밤이면 울면서 공동묘지를 헤매다가, 결국 무덤이 있는 언덕 아래 급류에 몸을 던진다.

#### 폭스(Fox)
오믈랭 씨의 충견. 오믈랭 씨가 잠들기 전에 무언가를 예감한 듯 슬픈 표정으로 그를 바라본다. 묘지에 홀로 남아 오믈랭 씨가 생매장된 무덤을 지킨다. 이후 산을 쏘다니다가 사냥꾼들이 오락 삼아 쏜 총에 맞아 죽는다.

#### 베르나르도(Bernardo)
오믈랭 씨의 동료의사로, 죽은 듯 쓰러져있는 오믈랭 씨를 처음 발견한다. 